# Wim Tap
Willem Tap oder auch Wim Tap (* 3. Oktober 1903 in Den Haag; † 24. September 1979) war ein niederländischer Fußballspieler.

## Vereinskarriere
Wim Tap spielte von 1920 bis 1936 für ADO Den Haag. Im Jahre 1926 schaffte er es, mit seinem Verein durch zwei Ausscheidungsspiele in die Erste Liga aufzusteigen, musste sich dort aber mit Plätzen in der unteren Tabellenhälfte abfinden.

## Nationalmannschaftskarriere
Wim Tap war Mittelstürmer von 1924 bis 1931 in der Niederländischen Fußballnationalmannschaft. Er erzielte in 33 Länderspielen 17 Tore. Sein letztes Länderspiel bestritt er am 26. April 1931 gegen Deutschland. Er erzielte das einzige Tor für seine Mannschaft beim 1:1-Endstand. Tap beendete seine Spielerkarriere im Alter von 31 Jahren und wurde Trainer.

## Trainerkarriere
Nach seiner aktiven Spielerkarriere wurde Wim Tap Trainer. Er gewann mit ADO Den Haag in den Jahren 1942 und 1943 jeweils die Niederländische Meisterschaft.